# Colutea brachyptera
Colutea brachyptera är en ärtväxtart som beskrevs av Georgji Prokopievič Sumnevicz. Colutea brachyptera ingår i släktet blåsärter, och familjen ärtväxter. Inga underarter finns listade i Catalogue of Life.